# Dejan Bodiroga
Dejan Bodiroga (en serbio: Дејан Бодирога) (Zrenjanin, 2 de marzo de 1973) es un exjugador de baloncesto serbio que estuvo en activo entre los años 1990 y 2007. Durante su carrera obtuvo uno de los mejores palmarés del Baloncesto FIBA tanto a nivel colectivo como individual. Jamás participó en la NBA, competición a la que renunció pese a haber sido elegido en la segunda ronda del draft de la NBA en 1995, en la posición número 51, por Sacramento Kings.
Con una estatura de 2,05 metros y un peso 110 kg, destacaba por su gran carácter y polivalencia: jugó tanto de alero como de base, y por su altura podía contribuir a la captura de rebotes. Gran tirador de larga distancia, se ha convertido en el líder de todos los conjuntos en los que ha jugado. Ha ganado las tres ligas más potentes de Europa (Italia, Grecia y España), y conquistó tres veces consecutivas la Euroliga: dos veces con el Panathinaikos griego y una con el F. C. Barcelona. Fue comparado, por su tamaño y habilidad con el base americano Magic Johnson, por lo que se le apodó White Magic, el Magic blanco.
Con la selección yugoslava conquistó tres veces el Eurobasket, dos veces el Campeonato mundial de baloncesto, y consiguió la medalla de Plata en los Juegos Olímpicos de Atlanta 1996.
Actualmente y desde su retirada, ejerce como general mánager del Pallacanestro Virtus Roma participando enérgicamente en la reconstrucción de la plantilla de este equipo, con la intención de rememorar tiempos mejores de esa histórica entidad.
Era primo en segundo grado de Dražen Petrović.

## Biografía

### Yugoslavia
Comenzó a jugar al baloncesto a los 13 años, en el Zrenjanin Mašinac. Con 15 años, ya medía 2.05 metros, se unió al primer equipo y con 17 años debutó. Aconsejado por Krešimir Ćosić, se unió al KK Zadar en 1990 y dos años después firmó un precontrato con la KK Vojvodina, aunque el acuerdo no prosperó y en 1989 se reincorporó al Zadar.
Tras la temporada 1990-91, tras la disolución de Yugoslavia, el entrenador del AEK de Atenas, Ćosić, trató de persuadirle para ir con él a jugar a Grecia.

### Italia
Tras negociar con el AEK y Olympiacos BC, ambos equipos le ofrecieron un contrato a cambio de que se nacionalizara griego, cosa que rechazó. Entonces se unió al Pallacanestro Trieste de Italia, donde se ganó la atención de los ojeadores, promediando 21.3 puntos de media en 30 partidos y lideró a su equipo para llevarlos a los playoffs de la Lega, en los que fueron eliminados por los Pallacanestro Cantú.
En otra excepcional temporada, la 1993-94, volvió a liderar al conjunto de Trieste hasta la final de la Copa Korać, donde perdieron con el PAOK de Salónica. En 1994, fichó por el Olimpia Milano, en un auténtico éxodo de los mejores jugadores y entrenador del Trieste.
Teniendo que cambiar su rol en el nuevo equipo, volvió a desempeñar un papel fundamental, llegando a la final de la Copa Korać, perdida esta vez ante el ALBA Berlín. En la liga local, el Milano perdió el campeonato con el Virtus Bologna, liderado por la otra gran superestrella serbia, Predrag Danilović.
En 1995 volvió a la selección de baloncesto de Yugoslavia, junto a otros grandes jugadores como Vlade Divac, Predrag Danilović, Aleksandar Đorđević o Žarko Paspalj, equipo que ganaría el Eurobasket 1995 venciendo en la final a la selección de baloncesto de Lituania, liderada por otra leyenda del básquet europeo, Arvydas Sabonis.
Ese mismo verano, fue elegido por los Sacramento Kings de la NBA en el draft, al año siguiente, también lo sería su compatriota Peja Stojaković, pero a diferencia de este, declinó jugar en la NBA para permanecer en Europa.
A la temporada siguiente, ganó su primer título con el conjunto italiano, ganando el campeonato local, y participando con Yugoslavia en los Juegos Olímpicos de Atlanta 1996 donde ganaron la medalla de plata.

### España
Para la temporada 1996-97, se unió a las filas del Real Madrid, el cual pagó un millón de dólares al Milano por sus servicios; en el que coincidió con el entrenador Željko Obradović. En dos temporadas como madridista, consiguió ganar la Recopa de Europa de Baloncesto en la temporada 1996-97 y consiguió ser MVP de la ACB la temporada 1997-98.
Esas temporadas, disputó el Eurobasket 1997 donde se enfrentó a la selección de baloncesto de Croacia, en el primer partido internacional entre las selecciones de ambos países, disputado con una gran tensión política y que acabó con la victoria de Yugoslavia con 3 puntos en los últimos instantes de partido.

### Grecia
En verano de 1998, se mudó a Grecia fichando por el Panathinaikos BC, que estaba confeccionando un equipo para aspirar a todo en Europa. Junto a jugadores como Dino Rađa o Fragiskos Alvertis y dirigidos por Slobodan Subotić, los griegos ganaron el campeonato local, pero Subotić se marchó tras la temporada. A la temporada siguiente, ganaría la Euroliga, siendo MVP de la final y la liga con el Panathinaikos.
También ayudó a la selección de baloncesto de Yugoslavia a ganar el Eurobasket 2001 y el Mundial de Baloncesto 2002.

### Retorno a España
En verano de 2002, regresó a España firmando con el F. C. Barcelona, junto a otros grandes jugadores como Šarūnas Jasikevičius, Juan Carlos Navarro o Gregor Fučka.
En febrero de 2003, conquista la Copa del Rey y es nombrado MVP del torneo, y el 11 de mayo ganó la Euroliga, siendo también nombrado MVP de la Final Four.
Luego ganó dos ligas ACB, convirtiéndole en uno de los mejores jugadores que vistieron la camiseta azulgrana.

### Retirada en Italia
Tras tres exitosas temporadas en España, retornó a Italia fichando por el Virtus Roma, un equipo dirigido por Svetislav Pešić, que ya le había dirigido anteriormente en el Barcelona. En su primera y única temporada, ganó la copa ULEB, pero perdió en la final de la copa italiana y no les fue bien en el campeonato doméstico.
Tras dos temporadas en el club romano, anunció su retirada del baloncesto, produciéndose esta en junio de 2007.

### Presidente de la Euroliga
Desde septiembre de 2022, es presidente de la Euroliga.

## Logros y reconocimientos

### Palmarés
Con la Selección de Yugoslavia
-  1 medalla de Plata en los Juegos Olímpicos de Atlanta 1996.
-  2 medallas de Oro en los Campeonatos del Mundo de Grecia 1998 e Indianápolis 2002.
-  3 medallas de Oro en los Eurobasket de Atenas'1995, Barcelona'1997 y Turquía'2001.
-  1 Medalla de Bronce en el Eurobasket de Francia 1999.

Competiciones europeas de clubes
- 3 títulos de la Euroliga:

- 2 con el Panathinaikos Atenas: 1999-2000 y 2001-2002.
- 1 con el FC Barcelona (Baloncesto): 2002-2003.

- Campeón de la Recopa de Europa:

- 1 con el Real Madrid: 1996-1997.

Competiciones nacionales de clubes
- En Italia:

- 1 Liga de Italia, con el Stefanel Milan: 1995-1996.
- 1 Copa de Italia, con el Stefanel Milan: 1995-1996.

- En España:

- 2 Liga ACB, con el F. C. Barcelona: 2002-2003 y 2003-2004.
- 1 Copa del Rey de Baloncesto, con el F. C. Barcelona: 2002-2003.
- 1  Supercopa ACB, con el Fútbol Club Barcelona: 2004-2005, nombrado además MVP del torneo.

- En Grecia:

- 3 Ligas de Grecia, con el Panathinaikos Atenas: 1998-99,  1999-00, 2000-01, .

### Distinciones individuales
Distinciones internacionales
- Mejor Jugador del Campeonato del Mundo de Grecia-98.
- MVP Europeo de la temporada 1998-1999 por la revista francesa Basket Hebdo.
- Integrante del Quinteto Ideal del Eurobasket de París-99.
- Integrante del Quinteto Ideal de la Euroliga en la temporada 2001-2002.
- Mejor Jugador Europeo de la temporada 2001-2002 por la revista BasketNews.
- 2 MVP de la Final Four de la Euroliga: Bolonia-2002 y Barcelona-2003.
- Integrante del quinteto ideal de la Euroleague en la temporada 2002-2003 y 2003-2004.
- Mejor Jugador Europeo de la temporada 2002-03 por la revista BasketNews.

Distinciones en España
- MVP de la temporada ACB: 1997/98.
- MVP de la Copa del Rey: 2003.
- MVP de la final ACB: 2003/04.
- Quinteto Ideal de la ACB: 2003/04.
- MVP Supercopa de España: 2004.

Distinciones en Yugoslavia
- Mejor Jugador Yugoslavo de 1996 por el diario deportivo yugoslavo Sportski Zurnal.
- Mejor Deportista Yugoslavo del año 1998.
- Deportista Yugoslavo del año 2002 por el Comité Olímpico Nacional de Yugoslavia.